# Cimex hirundinis
La cimice delle rondini (Cimex hirundinis Lamarck, 1816) è un insetto rincote della famiglia Cimicidae.

## Tassonomia
La specie, per via di alcune differenze morfologiche, era inizialmente stata inserita nel genere Oeciacus; analisi genetiche hanno però permesso di ricondurla al genere Cimex, e il diverso aspetto è spiegabile con l'adattamento agli uccelli di cui è ospite.

## Biologia
Analogamente alle altre specie del genere Cimex, si tratta di una specie ematofaga, parassita obbligata di alcune specie di uccelli, in particolare balestrucci, rondini e rondoni, nei cui nidi abita. Dato che questi uccelli nidificano spesso vicino all'uomo può capire che la cimice delle rondini finisca all'interno delle abitazioni, tuttavia sembra essere incapace di nutrirsi a spese dell'uomo.

## Distribuzione e habitat
La specie è documentata in Africa, Europa e in Asia settentrionale (esclusa la Cina).